# Dinarco Reis
Dinarco Reis (Rio de Janeiro, 22 de julho de 1904 — 1989) foi um militar comunista brasileiro de renome internacional. Dirigente do Partido Comunista Brasileiro, Dinarco Reis tornou-se notório pela sua participação no Levante de 35, na Guerra Civil Espanhola (em especial na Batalha do Ebro) e na Resistência Francesa, além de ter sido membro da Aliança Nacional Libertadora.

## Biografia
Dinarco Reis nasceu no dia 22 de julho de 1904 no Rio de Janeiro, mais precisamente na Vila Isabel. No entanto, só foi registrado civilmente no dia 23. O padre que o batizou lhe atribuiu o prenome de José, por não ter considerado seu nome como cristão. Sua infância foi conturbada devido à separação de seus pais, além de um duro período de privações econômicas. Por consequência, começou a trabalhar aos 14 anos como ajudante de eletricista. Tempos depois, mudou-se com sua tia para Belo Horizonte onde passou a juventude sem muitas complicações.

### Carreira militar
Aos 20 anos ingressou na Escola de Aviação Militar como praça voluntário no Campo dos Afonsos. Como soldado, participou da campanha contra a Revolta Paulista de 1924 onde o tenentismo atuava na tentativa de derrubar o governo e realizar uma política liberal. Em 1925 foi promovido a cabo e no ano seguinte, já como terceiro sargento, tornou-se instrutor de voo e mecânico-chefe de manutenção. Quatro anos mais tarde, com a eclosão da Revolução de 1930, participou ativamente da Aliança Liberal, época em que se relaciona com Cordeiro de Farias e Eduardo Gomes. Neste período, Dinarco sequestrou um avião, levando-o para Minas Gerais e juntou-se às forças rebeldes que acabariam por triunfar. Após o combate contra a Revolução Constitucionalista de 1932, matriculou-se na Escola Militar do Realengo para se comissionar como tenente e em 1934 obteve o posto de segundo-tenente da aviação militar.

### Levante Comunista
A Escola Militar era tradicionalmente envolvida em movimentos políticos, onde havia um pequeno grupo de alunos que estudavam o marxismo e viam no PCB uma política capaz de resolver os problemas brasileiros. O jovem oficial fez a leitura do Manifesto Comunista em 1932 e já no ano seguinte ingressou nas fileiras do Partido. Assim como vários outros militantes do PCB, Dinarco integrou-se à Aliança Nacional Libertadora, cuja direção contava com inúmeros militares. Com a crescente repressão da Ditadura Vargas, o movimento seguiu o caminho da luta armada que culminou no Levante Comunista em 1935. Após a derrota do Levante, Dinarco foi preso e expulso das Forças Armadas. Foi na prisão que conheceu dirigentes do movimento comunista nacional e internacional, recebendo ensinamentos teóricos que firmaram sua decisão pelo socialismo. Apesar de ter sido liberto da prisão no episódio que ficou conhecido como "macedada", Reis não fora completamente anistiado em vida.

### Guerra Civil Espanhola
Dinarco Reis então migrou para o Rio Grande do Sul e procurou exílio no Uruguai. No entanto, o mundo vivia um período de lutas contra o fascismo e o nazismo e era recomendação do PCB que seus militantes se apresentassem como voluntários na guerra. Seguindo essa orientação, Dinarco vai para a Espanha onde luta em defesa da República contra o franquismo, destacando-se na Batalha do Ebro. Com a derrota dos socialistas, foi mandado para a França onde foi preso em um campo de concentração. Junto com seus camaradas David Capistrano, Hermenegildo Assis Brasil e Joaquim Silveira, conseguiu fugir para Paris e se ali juntaram à Resistência Francesa na luta contra o nazifascismo. Depois de muitos eventos passando por Portugal e Espanha, em 1942 chegou na Venezuela e então regressou ao Brasil, juntando-se aos náufragos dos navios torpedeados pelos alemães. No ano seguinte, foi um dos principais organizadores da Conferência da Mantiqueira, quando foi eleito o Comitê Central do PCB que reorganizou o Partido enfraquecido pela perseguição do Estado Novo.

### Ditadura militar
Com o Golpe de Estado no Brasil em 1964 e a deposição do presidente constitucional João Goulart, Dinarco entrou na clandestinidade e organizou a resistência contra a ditadura, rejeitando a estratégia de luta armada para derrubar os militares do poder. Por ser integrante do Comitê Central do PCB, Dinarco exilou-se novamente como recomendação de preservação da direção, uma vez que entre 1973 e 1975 um terço do CC foi assassinado pela repressão e milhares de militantes foram submetidos à tortura. Com a abertura lenta e gradual, a promulgação da Lei da Anistia em 28 de agosto de 1979, Dinarco Reis retornou ao país.

### Morte
Dinarco Reis faleceu em 1989 quando ainda estava em plena atividade, inclusive escrevendo e proferindo conferências. Faleceu sem ter sido anistiado pela Aeronáutica que o deu como morto desde o Levante de 1935. Sua anistia foi concedida ainda em 1989 somente após a sua morte.